# プリティ・ボーイ・フロイド
プリティ・ボーイ・フロイド（英語: Pretty Boy Floyd）は、1987年に結成されたアメリカ合衆国カリフォルニア州ハリウッドのグラム・メタルバンド。1989年のデビューアルバム『レザー・ボーイズ・ウィズ・エレクトリック・トイズ』と、2つのシングル「ロックン&ロール」と「アイ・ワナ・ビー・ウィズ・ユー」で有名となった。1991年に解散したが、1995年に再結成した後、いくつかの新曲を発表しながら現在まで活動を続けている。

## 来歴
1987年にスティーヴ・サマーズ、クリスティ・メイジャーズ、ヴィニー・チャス、カール・カーンの4人で結成。
1989年にアルバム『レザー・ボーイズ・ウィズ・エレクトリック・トイズ』でデビュー。
1990年に来日公演を行なった。しかし、その翌年に一度解散。
1995年に再結成し、1999年にEP『ア・テイル・オブ・セックス・アンド・ザ・デス・オブ・ロックン・ロール』を発売。
2009年11月22日・23日には、デビュー20周年を記念した来日公演が渋谷サイクロンで行われた。

## メンバー
| 名前                                             | 担当楽器 | 在籍期間                                      |
| ------------------------------------------------ | -------- | --------------------------------------------- |
| スティーブ・サマーズ （英語: Steve Summers）     | ボーカル | 1987年 - 1991年 1995年 - 現在                 |
| クリスティ・メイジャーズ （英語: Kristy Majors） | ギター   | 1988年 - 1990年 1995年 - 2003年 2006年 - 現在 |
| クリス6 （英語: Criss 6）                        | ベース   | 2019年 - 現在                                 |
| ヴィック・フォックス （英語: Vik Foxx）          | ドラムス | 2019年 - 現在                                 |

| 名前                                           | 担当楽器 | 在籍期間                        |
| ---------------------------------------------- | -------- | ------------------------------- |
| アエリエル・スタイルズ （英語: Aeriel Stiles） | ギター   | 1987年 - 1988年 1991年          |
| ヴィニー・チャス （英語: Vinnie Chas）         | ベース   | 1987年 - 1991年                 |
| カール・カーン （英語: Kari Kane）             | ドラムス | 1987年 - 1991年 1995年 - 1999年 |
| ケリ・ケリー （英語: Keri Kelli）              | ギター   | 1995年 - 1999年 2000年 - 2001年 |
| T'チャド （英語: T'Chad）                      | ギター   | 2003年 - 2004年                 |
| JKフェイマス （英語: JK Famous）               | ベース   | 2006年 - 2008年 2016年 - 2019年 |
| レズリー・サンダース （英語: Lesli Sanders）   | ベース   | 2001年 - 2004年                 |
| ディッシュ （英語: Dish）                      | ドラムス | 2001年 - 2004年                 |
| ジミー・メス （英語: Jimmy Mess）              | ドラムス | 2017年 - 2019年                 |
| トッド・T・バー （英語: Tod "T" Burr）         | ドラムス | 2015年 - 2016年                 |
| ベン・グレイヴス （英語: Ben Graves）          | ドラムス | 2016年 - 2017年                 |

## ディスコグラフィー

### シングル
- ロックン&ロール - Rock and Roll (Is Gonna Set the Night on Fire)（1989年）
- アイ・ワナ・ビー・ウィズ・ユー - I Wanna Be with You（1989年）
- ドゥ・ユー・ワナ・タッチ - Do You Wanna Touch（2008年）

### EP
- ア・テイル・オブ・セックス・アンド・ザ・デス・オブ・ロックン・ロール - A Tale of Sex, Designer Drugs, and the Death of Rock n' Roll（1998年）

### アルバム
スタジオ・アルバム
- レザー・ボーイズ・ウィズ・エレクトリック・トイズ - Leather Boyz with Electric Toyz（1989年）
- サイズ・リアリー・ダズ・マター - Size Really Does Matter（2004年）
- パブリック・エネミーズ - Public Enemies（2017年）

ライブ・アルバム
- Live at the Pretty Ugly Club（2001年）
- Live on the Sunset Strip（2014年）

コンピレーション・アルバム
- Porn Stars（1999年）
- The Vault（2002年）
- The Vault II（2003年）
- Tonight Belongs to the Young - Remastered demos（2003年）
- Dirty Glam（2004年）
- The Greatest Collection - The Ultimate Pretty Boy Floyd（2004年）
- Glam as Fuck - Vinyl（2009年）
- Kiss of Death: A Tribute to KISS（2010年）
- Stray Bullet（2019年）